# 机械零件
机械零件（machine element）是机械的最小组成部分，单个或多个机械零件可以组成机械结构（简称“机构”）。
机械零件也是机械设计的基础对象、机械故障的原因、机械维修的主要替换对象，即备件（spare part）。

## 失效形式
- 整体断裂

零件在受拉、压、弯、剪和扭等外力载荷的作用下，由于零件某一危险截面上的应力超过零件的强度极限而发生的断裂，或者零件在受变应力作用时，危险截面上发生疲劳断裂均属此类。例如螺栓的断裂、齿轮齿根部折断等。
- 过大的变形

作用在零件上的应力会让零件产生弹性变形和塑性变形（残余变形），如果作用在零件上的应力超过了材料的屈服极限，则零件会产生残余变形。机床上夹持定位零件的过大残余变形，会降低加工的精度；高速转子轴的残余挠曲变形，将增大不平衡度，进一步引起零件的变形。
- 零件的表面破坏

零件的表面破坏主要是腐蚀、磨损和接触疲劳。腐蚀是发生在零件表面的一种电化学或化学侵蚀现象。磨损是指两个接触表面在做相对运动的过程中表面物质丧失或转移的现象。在接触变应力条件下工作的零件的表面可能发生接触疲劳。
- 破坏正常工作条件引起的失效

一些零件只有在一定的工作条件下才能正常工作。例如，液体摩擦的滑动轴承，只有在存在完整的润滑油膜时才能正常工作；带传动和摩擦轮传动，只有传递的有效圆周力小于临界摩擦力时才能正常工作；高速转动的零件，只有其转速与转动件的固有频率避开一个适当的频率间隔才能正常工作。

## 设计要求
- 强度

强度要求就是指零件中的应力不得超过允许的限度。例如：对断裂来说，应力不超过零件材料的强度极限；对残余变形来说，零件不应超过材料的屈服极限。这就满足了强度要求，不会因为以上强度原因零件失效。其代表性表达式为：
考虑各种偶然性或难以精确分析的影响，通常右边要除以安全系数{\displaystyle S}，即：
- 刚度

零件刚度分为整体刚度和表面接触刚度。零件在工作时所产生的弹性变形量{\displaystyle y}不超过允许的限度{\displaystyle [y]}。
- 寿命

零件的正常工作寿命有些零件在工作初期虽然可以满足强度和刚度要求，但是工作一段时间后，却可能由于某些原因而失效。这个零件正常工作延续的时间就成为零件的寿命。影响寿命的主要因素——腐蚀、磨损和疲劳。
- 振动稳定性

机器中存在很多周期性变化的激振源。当某一零件本身的固有频率和激振源的频率重合或成倍数关系时，这些零件就会发生共振，致使零件破坏或机器工作失常。所谓振动稳定性，就是指设计时要使得机器中受激振作用的零件的固有频率与激振源的频率错开。例如，令{\displaystyle f}代表零件的固有频率，{\displaystyle f_{\text{P}}}代表激振源的频率，则通常要满足以下条件：
- 可靠性

机械零件可靠性的衡量指标有可靠度{\displaystyle R(t)}、失效率{\displaystyle \lambda (t)}和平均工作时间。
- 经济性要求

采用简洁、工艺性良好的零件结构减少材料消耗、降低加工和装配费用；采用廉价而供应充足的材料代替贵重材料，对于大型零件采用组合结构代替整体结构；另外，尽可能采用标准化的零件取代特殊加工的零件。
- 质量小要求

## 材料
- 黑色金属（钢铁）
- 有色金属
- 高分子材料：橡胶、塑料、纤维
- 陶瓷
- 玻璃
- 复合材料

## 常见的机械零件
- 齿轮
- 凸轮
- 滑轮
- 轴承
- 轴
- 螺丝
- 螺母
- 螺栓
- 弹簧